# Distretto di Panji
Il distretto di Panji (潘集区S, Pānjí QūP) è un distretto della Cina, situato nella provincia dell'Anhui.